# Opius sigmodus
Opius sigmodus är en stekelart som beskrevs av Papp 1981. Opius sigmodus ingår i släktet Opius och familjen bracksteklar. Inga underarter finns listade i Catalogue of Life.